# Habitabilidad planetaria

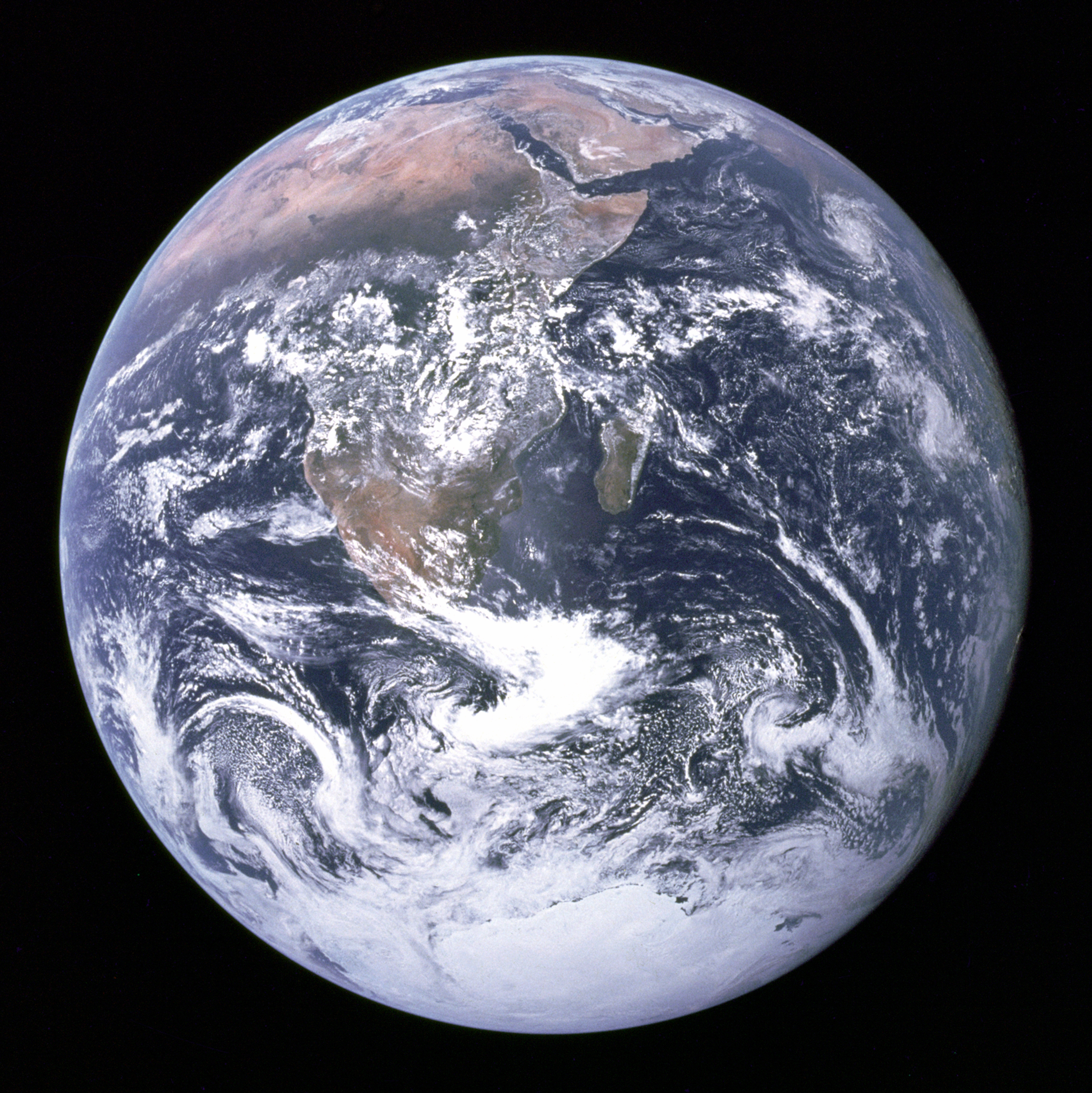
Comprender la habitabilidad planetaria es, en parte, extrapolar las condiciones terrestres, ya que la Tierra es el único planeta conocido que contiene vida.

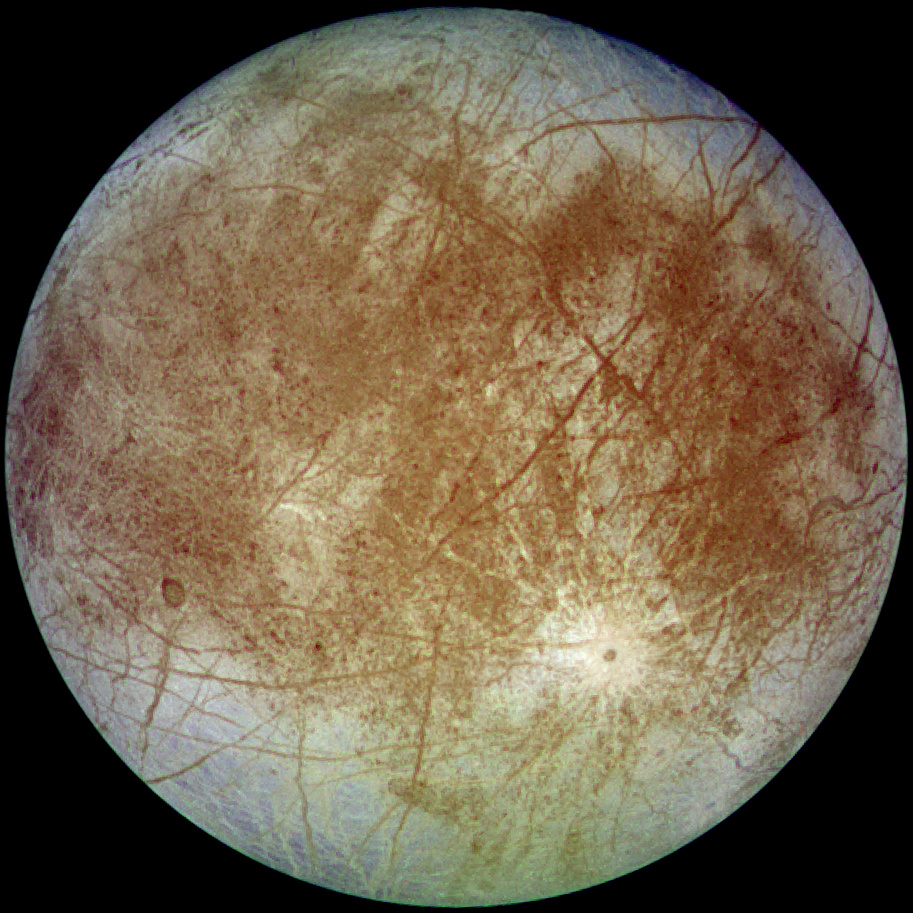
Europa, una luna potencialmente habitable de Júpiter

La habitabilidad planetaria es una medida del potencial que tiene un cuerpo cósmico de sustentar vida. Se puede aplicar tanto a los planetas como a los satélites naturales de los planetas.
El único requisito absoluto para la vida es una fuente de energía. Por ello, es interesante determinar la zona de habitabilidad de diferentes estrellas, pero la noción de habitabilidad planetaria implica el cumplimiento de muchos otros criterios geofísicos, geoquímicos y astrofísicos para que un cuerpo cósmico sea capaz de sustentar vida. Como se desconoce la existencia de vida extraterrestre, la habitabilidad planetaria es, en gran parte, una extrapolación de las condiciones de la Tierra y las características del Sol y el sistema solar que parecen favorables para el florecimiento de la vida. Es de interés particular el conjunto de factores que han favorecido el surgimiento en la Tierra de organismos pluricelulares y no simplemente organismos unicelulares. La investigación y la teoría sobre este tema son componentes de la ciencia planetaria y la disciplina emergente de la astrobiología.
La idea de que otros planetas puedan albergar vida es muy antigua, aunque históricamente ha estado enmarcada dentro de la filosofía tanto como dentro de las ciencias físicas. El final del siglo XX vivió dos grandes avances en esta materia. Para empezar, la exploración robótica y la observación de otros planetas y satélites del sistema solar han proporcionado información esencial para definir los criterios de habitabilidad y han permitido establecer comparaciones geofísicas sustanciales entre la Tierra y otros cuerpos. El descubrimiento de planetas extrasolares —que comenzó en 1992 y se ha disparado desde entonces— fue el segundo hito. Confirmó que el Sol no es único albergando planetas y extendió el horizonte de la investigación sobre habitabilidad más allá del sistema solar.

## Sistemas estelares aptos

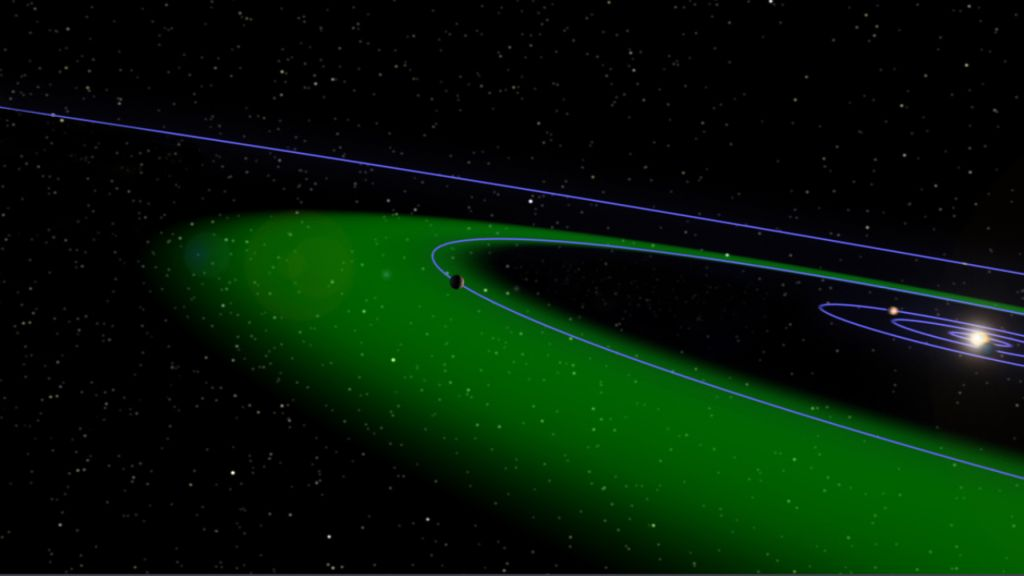
Órbita de 55 Cancri f dentro de la zona de habitabilidad planetaria de su estrella 55 Cancri.

La comprensión de la habitabilidad planetaria empieza en las estrellas. Aunque puede que los cuerpos que, en general, son parecidos a la Tierra sean muy numerosos, es igual de importante que el sistema en el que habitan sea compatible con la vida. Con el auspicio del Proyecto Phoenix del SETI, las científicas Margaret Turnbull y Jill Tarter desarrollaron en 2002 el «HabCat» (o «Catálogo de Sistemas Estelares Habitables»). El catálogo fue confeccionado cribando las casi 120 000 estrellas del Catálogo Hipparcos hasta quedarse con un grupo de 17 000 «HabStars», y los criterios de selección que utilizaron proporcionan un buen punto de partida para comprender por qué son necesarios los factores astrofísicos para que un planeta sea habitable.

### Tipo espectral
El tipo espectral de una estrella indica la temperatura de su fotosfera, que (para las estrellas de la secuencia principal) está correlacionada con su masa total. Actualmente se considera que el rango espectral apropiado para las «HabStars» va desde «F bajo» o «G» hasta «K mediano». Esto corresponde a unas temperaturas de poco más de 7000 K hasta poco más de 4000 K; el Sol (no es coincidencia) está justo en el punto medio de estos límites, y está clasificado como estrella G2. Las estrellas de «clase media» como ésta tienen una serie de características consideradas importantes para la habitabilidad planetaria:
- Viven al menos unos cuantos miles de millones de años, dando oportunidad a que la vida evolucione. Las estrellas de la secuencia principal de tipo «O», «B» y «A», más luminosas, normalmente viven menos de mil millones de años y en casos excepcionales menos de 10 millones de años.[2][Nota 2]
- Emiten la suficiente radiación ultravioleta de alta energía para que se produzcan fenómenos atmosféricos importantes como la formación de ozono, pero no tanta como para que la ionización destruya la vida incipiente.[3]
- Puede existir agua líquida en la superficie de los planetas que orbitan a una distancia que no produce acoplamiento de marea. (véase la siguiente sección y la 3.2).

Estas estrellas no son ni «muy calientes» ni «muy frías» y viven lo bastante como para que la vida tenga oportunidad de surgir. Este rango espectral representa entre un 5 y un 10 % de las estrellas de la galaxia Vía Láctea. Si las estrellas de tipo K bajo y M («enanas rojas») también son aptas para albergar planetas habitables es quizás la cuestión abierta más importante de todo el campo de la habitabilidad planetaria, dado que la mayor parte de las estrellas caen dentro de ese rango; esto se explica extensamente más abajo.

### Una zona habitable estable
La zona habitable (ZH) es una cáscara teórica que rodea a una estrella, dentro de la cual cualquier planeta tendría agua (u otro disolvente potencial) líquido en su superficie. Después de una fuente de energía, el agua líquida se considera el ingrediente más importante para la vida, considerando lo esencial que es para todos los seres vivos de la Tierra. Puede que esto refleje, los prejuicios de una especie dependiente del agua, y si se descubre vida en ausencia de agua (por ejemplo, en una solución de amoníaco líquido), la noción de ZH tendrá que expandirse mucho o descartarse completamente por demasiado restrictiva.
Una ZH «estable» implica dos factores. Primero, el rango de una ZH no debe variar mucho con el tiempo. Todas las estrellas aumentan de luminosidad cuando envejecen y sus ZH se desplazan naturalmente hacia el exterior, pero si esto sucede demasiado rápido (por ejemplo, con una estrella supermasiva), los planetas tendrán solo una breve ventana dentro del ZH y por tanto una menor probabilidad de desarrollar vida. Calcular el rango de una ZH y su movimiento a largo plazo nunca es sencillo, dado que los ciclos de retroalimentación negativos como el ciclo del carbono tienden a desplazar los aumentos de luminosidad. Las suposiciones que se hacen sobre las condiciones atmosféricas y la geología tienen un impacto sobre el rango de la ZH tan grande como la evolución solar; los parámetros propuestos para la ZH del Sol, por ejemplo, han fluctuado mucho.
Segundo, no debe existir ningún cuerpo masivo como un gigante gaseoso dentro o relativamente cerca de la ZH, interfiriendo en la formación de cuerpos como la Tierra. La masa del cinturón de asteroides, por ejemplo, parece que no fue capaz de formar un planeta por acreción debido a resonancias orbitales con Júpiter; si el gigante hubiese aparecido en la región que ahora está entre las órbitas de Venus y Marte, casi con toda seguridad la Tierra no habría desarrollado su forma actual. Esto está compensado de alguna manera por los indicios de que un gigante gaseoso dentro de la ZH, bajo ciertas condiciones, podría tener satélites habitables.
Antes, se suponía que el patrón de planetas rocosos interiores y gigantes gaseosos exteriores observables en el Sistema Solar era la norma en todas partes, pero los descubrimientos de planetas extrasolares han echado por tierra esta idea. Se han hallado numerosos cuerpos del tamaño de Júpiter en órbita cercana a su estrella primaria, desbaratando las ZHs potenciales. Es probable que los datos actuales de planetas extrasolares estén sesgados hacia los planetas grandes con órbitas pequeñas y excéntricas, porque son mucho más fáciles de identificar;  en febrero de 2023 un equipo de astrónomos de la Universidad de Berna y del NCCR planets, ambos en Suiza, publicó el resultado de un análisis basado en los hallazgos del telescopio espacial Kepler, donde clasifican a los sistemas planetarios en 4 tipos:  los similares (todos los planetas  con características físicas similares en cuanto a masa, volumen y densidad), el anti-ordenado, donde destacan los «júpiteres calientes»  (planetas gigantes gaseosos que orbitan muy cerca de su estrella madre); los mixtos, donde no hay un patrón claro de la distribución de los cuerpos planetarios en función a su masa, o volumen y finalmente los ordenados, donde existe un anillo de planetas rocosos más cerca a la estrella, seguido de un anillo de planetas gigantes gaseosos o helados (similar a nuestro  sistema solar). Según concluye Lokesh Mishra, autor principal del estudio e investigador de las instituciones ya mencionadas, los sistemas ordenados, como el nuestro son los más raros, estadísticamente hablando, en la parte explorada de la galaxia. 

### Baja variación estelar
Los cambios en luminosidad son comunes en todas las estrellas, pero la magnitud de esas fluctuaciones cubre un gran rango. La mayoría de las estrellas son relativamente estables, pero una minoría significativa de estrellas variables experimenta a menudo aumentos súbitos e intensos de luminosidad, y por consiguiente de energía radiada hacia los cuerpos en órbita. Estas estrellas se consideran malas candidatas para albergar planetas habitables, ya que su impredecibilidad y los cambios en sus emisiones de energía tendrían un impacto negativo en los organismos. Como consecuencia más evidente, los seres vivos adaptados a una temperatura particular probablemente serían incapaces de sobrevivir a un cambio de temperatura demasiado grande. Es más, los aumentos de luminosidad suelen estar acompañados de enormes dosis de rayos gamma y rayos X que pueden resultar letales. Las atmósferas mitigan tales efectos (un aumento absoluto del 100 % de la luminosidad del Sol no necesariamente significaría un aumento del 100 % de la temperatura absoluta de la Tierra), pero puede que la protección de las atmósferas no se dé en los planetas que orbitan alrededor de estrellas variables, ya que la energía de alta frecuencia que golpea a estos cuerpos los privaría continuamente de su cubierta protectora.
El Sol, como en casi todo, es benigno en relación con este peligro: la variación entre el máximo y el mínimo solar es de apenas un 0.1 %, a lo largo de su ciclo solar de 11 años. Hay gran evidencia de que los pequeños cambios en la luminosidad del Sol han tenido efectos significativos en el clima de la Tierra dentro del tiempo histórico; la Pequeña Edad de Hielo de mediados del segundo milenio, por ejemplo, pudo tener su causa en una disminución a largo plazo de la luminosidad del Sol. Por tanto, una estrella no necesita ser una verdadera estrella variable para que las diferencias en su luminosidad afecten a la habitabilidad. De los «gemelos del sol» conocidos, se considera que el que más se parece al Sol es 18 Scorpii; es interesante el hecho de que la única diferencia significativa entre ambos cuerpos es la amplitud del ciclo solar, que parece ser mucho mayor para 18 Scorpii.

### Alta metalicidad
Aunque el grueso del material de cualquier estrella es el hidrógeno y el helio, hay una gran variación en la cantidad de elementos pesados que contiene. Una gran proporción de metales en una estrella está correlacionada con la cantidad de material pesado disponible en el disco protoplanetario. Una baja cantidad de metal disminuye significativamente la probabilidad de que se hayan formado planetas alrededor de una estrella, según la teoría de la nebulosa solar sobre la formación de sistemas planetarios. Cualquier planeta que se forme alrededor de una estrella con poco metal tendrá probablemente muy poca masa, y por tanto no será favorable para la vida. Hasta la fecha, los estudios espectroscópicos de los sistemas en los que se ha encontrado un exoplaneta confirman la relación entre un alto contenido metálico y la formación de planetas: «Las estrellas con planetas, o al menos con planetas similares a los que encontramos hoy en día, son claramente más ricas en metales que las estrellas sin compañía planetaria». La alta metalicidad también establece un requisito de juventud para las habstars: las estrellas formadas al principio de la historia del universo tienen un contenido bajo de metales y una correspondiente menor probabilidad de tener compañeros planetarios.

## Características planetarias
La principal suposición sobre los planetas habitables es que son terrestres. Estos planetas, que se encuentran aproximadamente dentro de un orden de magnitud de la masa de la Tierra, están compuestos principalmente de rocas de silicato y no han acrecido a partir de las capas gaseosas exteriores de hidrógeno y helio que se encuentran en los gigantes gaseosos. No se ha descartado completamente que pueda evolucionar vida en las nubes superiores de los planetas gigantes, aunque se considera poco probable dado que no tienen superficie y su gravedad es enorme. Los satélites naturales de los planetas gigantes, por otro lado, son candidatos perfectamente válidos para albergar vida.
Al analizar qué ambientes tienen mayor probabilidad de permitir vida, se suele hacer una distinción entre los organismos unicelulares como las bacterias y arqueas, y los organismos complejos como los metazoos (animales). La unicelularidad precede necesariamente a la pluricelularidad en cualquier hipotético árbol de la vida, y donde emergen organismos unicelulares no hay nada que asegure que se desarrollará mayor complejidad que esa. Las características planetarias listadas abajo se consideran generalmente cruciales para la vida, pero en todos los casos los impedimentos a la habitabilidad deben considerarse más severos para los organismos pluricelulares como las plantas y los animales que para la vida unicelular.

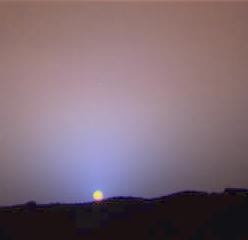
Marte, con su atmósfera, es más frío de lo que lo sería la Tierra si estuviera a una distancia del Sol parecida.

### Masa
Los planetas con poca masa son malos candidatos para la vida por dos razones. Primero, su baja gravedad hace que conservar la atmósfera sea difícil. Las moléculas constituyentes tienen más probabilidad de alcanzar la velocidad de escape y perderse en el espacio cuando son bombardeadas con viento solar o agitadas por una colisión. Los planetas que no tienen una atmósfera gruesa carecen del material necesario para una bioquímica primaria, tienen poco aislamiento y poca transferencia de calor entre su superficie (por ejemplo, Marte, con su fina atmósfera, es más fría de lo que lo sería la Tierra a una distancia parecida) y menos protección contra la radiación de alta frecuencia y los meteoroides. Además, si la atmósfera es menor de 0.006 atmósferas terrestres, no puede existir agua en forma líquida por no alcanzar la presión atmosférica requerida, 4.56 mmHg (608 pascales). El rango de temperaturas en el que el agua es líquida es más pequeño a bajas presiones, en general.
Segundo, los planetas pequeños tienen diámetros pequeños y por tanto mayor proporción superficie/volumen que sus primos mayores. Estos cuerpos tienden a perder rápidamente la energía que sobró tras su formación y terminan geológicamente muertos, careciendo de volcanes, terremotos y actividad tectónica, que proporcionan a la superficie materiales necesarios para la vida y a la atmósfera moderadores de la temperatura como el dióxido de carbono. La tectónica de placas parece ser particularmente crucial, al menos en la Tierra: no solo sirve para reciclar minerales y compuestos químicos importantes, también fomenta la biodiversidad creando continentes y aumentando la complejidad ambiental y ayuda a crear las células convectivas necesarias para generar el campo magnético terrestre.
«Poca masa» es una etiqueta en parte relativa; se considera que la Tierra tiene poca masa cuando se compara con los gigantes gaseosos del sistema solar, pero es, de todos los cuerpos terrestres, el más grande en diámetro y masa y también el más denso. Es lo bastante grande para retener una atmósfera con su gravedad y para que su núcleo líquido siga siendo una fuente de calor, impulsando la diversa geología de la superficie (la descomposición de los elementos radioactivos en el núcleo de un planeta es otro componente significativo del calentamiento planetario). Marte, en contraste, está casi (o quizás totalmente) muerto geológicamente, y ha perdido gran parte de su atmósfera. Por tanto, sería correcto deducir que el límite de la masa mínima para la habitabilidad se encuentra en algún punto entre Marte y la Tierra o Venus. Unas circunstancias excepcionales ofrecen casos excepcionales: el satélite de Júpiter Io (más pequeña que los planetas terrestres) es volcánicamente activa por las tensiones gravitatorias inducidas por su órbita; el vecino Europa puede tener un océano líquido bajo una capa congelada debido también a la energía creada en su órbita alrededor de un gigante gaseoso; el satélite de Saturno Titán, por otro lado, tiene una remota posibilidad de albergar vida, ya que conserva una gruesa atmósfera y son posibles las reacciones bioquímicas en el metano líquido de su superficie. Estos satélites son excepciones, pero demuestran que la masa como criterio de habitabilidad no puede considerarse como definitiva.
Finalmente, un planeta grande es probable que tenga un gran núcleo de hierro. Esto permite la existencia de un campo magnético que proteja al planeta del viento solar, que de otra manera tendería a despojarlo de su atmósfera y bombardearía a los seres vivos con partículas ionizadas. La masa no es el único criterio necesario para producir un campo magnético —el planeta también debe rotar lo bastante rápido para producir un efecto de dinamo dentro de su núcleo— pero es un componente significativo del proceso.

### Órbita y rotación
Como en los otros criterios, la estabilidad es la consideración crítica para determinar el efecto de las características orbitales y rotacionales sobre la habitabilidad planetaria. La excentricidad orbital es la diferencia entre las distancias mayor y menor al objeto primario. Cuanto mayor es la excentricidad, mayor es la fluctuación de la temperatura en la superficie de un planeta. Aunque son adaptativos, los seres vivos solo pueden soportar cierta variación, sobre todo si las fluctuaciones sobrepasan tanto el punto de congelación como el punto de ebullición del solvente biótico principal del planeta (por ejemplo, el agua en la Tierra). Si, por ejemplo, los océanos de la Tierra se evaporaran y congelaran alternativamente, es difícil imaginar cómo podría haber evolucionado la vida tal y como la conocemos. Cuanto más complejo es un organismo, más sensible es a las temperaturas. La órbita de la Tierra es casi circular, con una excentricidad menor de 0.02; otros planetas de nuestro sistema (con la excepción de Plutón y Mercurio) tienen excentricidades igualmente benignas.
Los datos recogidos sobre la excentricidad orbital de los planetas extra solares ha sorprendido a muchos investigadores: el 90 % tiene una excentricidad orbital más grande que los planetas del sistema solar, y la media es 0.25. Esto podría ser fácilmente el resultado de un sesgo en la muestra. A menudo los planetas no se observan directamente, sino que se infieren a partir del «tambaleo» que producen en su estrella. Cuanto mayor es la excentricidad, mayor es la perturbación sobre la estrella, y por tanto mayor la detectabilidad del planeta.
El movimiento de un planeta alrededor de su eje de rotación también debe cumplir ciertos criterios para que la vida tenga oportunidad de evolucionar. Una primera suposición es que el planeta debe tener estaciones moderadas. Si hay poca o ninguna inclinación axial (u oblicuidad) relativa a la perpendicular de la eclíptica, no habrá estaciones y por tanto desaparecerá un estimulante principal de la dinámica de la biosfera. El planeta también sería mucho más frío de lo que sería si tuviera una inclinación significativa: cuando la radiación más intensa cae siempre dentro de unos pocos grados del ecuador, el clima cálido no puede superar al polar y el clima del planeta acaba dominado por los sistemas climáticos polares, más fríos.
Por otro lado, si un planeta está radicalmente inclinado, las estaciones serán extremas y harán más difícil que la biosfera alcance la homeostasis. Aunque durante el Cuaternario la Tierra tenía una mayor inclinación axial que coincidió con una reducción del hielo polar, temperaturas más cálidas y menos variación estacional, los científicos no saben si esta tendencia hubiera continuado indefinidamente con una mayor inclinación del eje. (Véase Glaciación global).
Los efectos exactos de estos cambios solo se pueden modelar por computador hoy en día, y los estudios muestran que incluso las inclinaciones extremas de hasta 85 grados no descartan absolutamente la vida, «siempre que no ocupen superficies continentales que sufren estacionalmente la mayor temperatura». No solo se debe considerar la inclinación axial media, sino también su variación en el tiempo. La inclinación de la Tierra varía entre 21.5 y 24.5 grados en 41 000 años. Una variación más drástica, o una periodicidad mucho más corta, inducirían cambios climáticos como variaciones en la severidad de las estaciones.
Otras consideraciones orbitales son:
- El planeta debe rotar relativamente rápido para que el ciclo día-noche no sea demasiado largo. Si un día dura años, la temperatura diferencial entre el lado de día y el lado de noche será pronunciada, y aparecerán problemas similares a los de la excentricidad orbital extrema.
- Los cambios en la dirección del eje de rotación (precesión) no deberían ser pronunciados. Por sí misma, la precesión no afecta a la habitabilidad, ya que cambia la dirección de la inclinación, no su grado. Sin embargo, la precesión tiende a acentuar las variaciones causadas por otras desviaciones orbitales. En la Tierra, la precesión tiene un ciclo de 23 000 años.

La Luna parece jugar un papel crucial en la moderación del clima terrestre al estabilizar la inclinación axial. Se ha sugerido que una inclinación caótica puede ser fatal para la habitabilidad, es decir, un satélite del tamaño de la Luna no solo es de ayuda sino un requisito para producir estabilidad. Existe controversia sobre este punto.

### Geoquímica
En general se asume que cualquier vida extraterrestre que pueda existir estará basada en la misma química fundamental que la vida terrestre, ya que los cuatro elementos primordiales para la vida, el carbono, hidrógeno, oxígeno y nitrógeno también son los elementos químicos reactivos más comunes del universo. De hecho, se han hallado compuestos biogénicos sencillos, como los aminoácidos, en meteoritos y en el espacio interestelar. Estos cuatro elementos constituyen el 96 % de la biomasa total de la Tierra. El carbono tiene una capacidad sin parangón para enlazarse consigo mismo y formar estructuras variadas e intrincadas, convirtiéndolo en el material ideal para los complejos mecanismos que forman las células vivas. El hidrógeno y el oxígeno, en forma de agua, componen el solvente en el que tienen lugar los procesos biológicos y en el que se produjeron las primeras reacciones que condujeron al surgimiento de la vida. La energía liberada en la formación de los potentes enlaces covalentes entre el carbono y el oxígeno, disponible al oxidar compuestos orgánicos, es el combustible de todos los seres vivos complejos. Estos cuatro elementos sirven para construir aminoácidos, que son los bloques constitutivos de las proteínas, la sustancia del tejido vivo.
La abundancia relativa en el espacio no siempre tiene reflejo en una abundancia en los planetas; por ejemplo, de los cuatro elementos vitales, solo el oxígeno existe en abundancia en la corteza terrestre. Esto se puede explicar en parte por el hecho de que muchos de estos elementos, como el hidrógeno y el nitrógeno, junto con sus compuestos más básicos, como el dióxido de carbono, el monóxido de carbono, el metano, el amoníaco y el agua, son gaseosos a temperaturas templadas. En la cálida región cercana al Sol, estos compuestos volátiles no pudieron haber jugado un papel significativo en la formación geológica de los planetas. En cambio, fueron capturados en forma gaseosa bajo las jóvenes cortezas, que en su mayor parte estaban formadas por compuestos rocosos no volátiles como el dióxido de silicio (un compuesto de silicio y oxígeno que da cuenta de la abundancia relativa del oxígeno). La liberación de los compuestos volátiles a través de los primeros volcanes habría contribuido a la formación de la atmósfera de los planetas. Los experimentos de Miller demostraron que se pueden formar aminoácidos en una atmósfera primordial por síntesis de los compuestos simples.
A pesar de ello, la liberación de gases volcánica no puede explicar la cantidad de agua que hay en los océanos de la Tierra. La gran mayoría del agua, y podría decirse que del carbono, necesaria para la vida tuvo que venir del sistema solar exterior, lejos del calor solar donde pudo permanecer sólida. Los cometas que impactaron con la Tierra en los primeros años del sistema solar habrían depositado vastas cantidades de agua, además de los otros compuestos volátiles necesarios para la vida (incluyendo los aminoácidos), sobre la joven Tierra, proporcionando la chispa de ignición para la evolución de la vida.
Por tanto, aunque hay razones para sospechar que los cuatro «elementos vitales» están disponibles en cualquier parte, es probable que un sistema habitable también necesite un suministro a largo plazo de cuerpos en órbita que siembre los planetas interiores. Sin los cometas es posible que la vida que conocemos no existiría en la Tierra. También existe la posibilidad de que otros elementos distintos de los imprescindibles en la Tierra sean los que proporcionen una base bioquímica para la vida en otros lugares; ver bioquímicas hipotéticas.

## Sistemas estelares alternativos
Para determinar la viabilidad de la vida extraterrestre, durante mucho tiempo los astrónomos han centrado su atención en las estrellas parecidas al Sol. Sin embargo, han empezado a explorar la posibilidad de que la vida se pueda formar en sistemas muy distintos al sistema solar.

### Sistemas binarios
Las estimaciones típicas sugieren más del 50 % de los sistemas estelares son sistemas binarios. Esto puede deberse en parte a un sesgo de la muestra, ya que las estrellas masivas y brillantes suelen pertenecer a sistemas binarios y son las más fáciles de observar y catalogar; otro análisis más preciso ha sugerido que las estrellas más comunes, que son menos brillantes, no suelen tener compañera y que por tanto hasta dos tercios de todos los sistemas estelares son solitarios.
La separación entre las estrellas en un sistema binario va desde menos de una unidad astronómica (UA, la distancia entre la Tierra y el Sol) a varios cientos. En este último caso, los efectos gravitatorios serán despreciables sobre un planeta que orbite a alguna de las estrellas, y su habitabilidad planetaria no se verá desbaratada a menos que la órbita sea muy excéntrica (ver Némesis, por ejemplo). Sin embargo, cuando la separación sea significativamente menor, puede que una órbita estable sea imposible. Si la distancia de un planeta a su estrella primaria es mayor que un quinto de la distancia mínima a la que se acerca la otra estrella, no está garantizada la estabilidad orbital. El mero hecho de que se puedan formar planetas en sistemas binarios lleva tiempo sin estar nada claro, dado que las fuerzas gravitatorias podrían interferir con la formación de planetas. El trabajo teórico de Alan Boss en el Instituto Carnegie ha demostrado que se pueden formar gigantes gaseosos alrededor de sistemas binarios de la misma manera que lo hacen con las estrellas solitarias.
Un estudio de Alfa Centauri, el sistema estelar más cercano al Sol, sugiere que no hay que descartar a los sistemas binarios de la búsqueda de planetas habitables. Centauri A y B están separadas por 11 UA en su acercamiento máximo (23 UA de media), y ambas pueden tener zonas habitables estables. Un estudio de la estabilidad orbital a largo plazo de planetas simulados en este sistema demuestra que los planetas situados aproximadamente a tres UA de cualquiera de las estrellas puede permanecer estable (es decir, el semieje mayor se desvía menos de un 5 %). Una estimación conservadora de la ZH de Centauri A la sitúa a 1.2 o 1.3 UA y la de Centauri B a 0.73 o 0.74 UA, bien adentradas en la región estable en ambos casos.

### Sistemas con enana roja

Tamaños y temperaturas fotosféricas relativas de las estrellas. Un planeta que orbite alrededor de una enana roja como la de la figura debe arrimarse mucho para alcanzar temperaturas parecidas a las de la Tierra, induciendo probablemente un acoplamiento de marea.

Determinar la habitabilidad de una enana roja puede ayudar a determinar lo común que es la vida en el universo, ya que las enanas rojas constituyen entre el 70 y el 90 % de todas las estrellas de la galaxia. Probablemente las enanas marrones son más numerosas que las enanas rojas. Sin embargo, no se suelen clasificar como estrellas, y nunca podrían sustentar vida tal y como es conocida, ya que el poco calor que emiten desaparece rápidamente.
Durante muchos años, los astrónomos han descartado a las enanas rojas como una potencial morada para la vida. Su pequeño tamaño (desde 0.1 a 0.6 masas solares) significa que sus reacciones nucleares se producen a un ritmo excepcionalmente lento, y emiten muy poca luz (desde un 3 % a un 0.01 % de la que produce el Sol). Cualquier planeta que orbite alrededor de una enana roja tendría que estar muy cerca de su estrella para alcanzar una temperatura de superficie similar a la de la Tierra; desde 0.3 UA (justo en el interior de la órbita de Mercurio) para una estrella como Lacaille 8760 hasta 0.032 UA para una estrella como Próxima Centauri (un mundo así tendría un año de 6.3 días). A esas distancias, la gravedad de la estrella provocaría un acoplamiento de marea. La cara diurna del planeta apuntaría eternamente hacia la estrella, mientras que la cara nocturna siempre apuntaría en dirección contraria. La única manera de que la potencial vida pudiera evitar el infierno o la congelación sería que el planeta tuviese una atmósfera lo bastante gruesa para transferir el calor de la estrella desde la cara diurna a la nocturna. Durante mucho tiempo se asumió que una atmósfera tan gruesa evitaría que la luz solar llegara a la superficie, impidiendo la fotosíntesis.
Este pesimismo se ha suavizado con la investigación. Los estudios de Robert Harbele y Manoj Joshi, del Ames Research Center de la NASA, en California, han demostrado que la atmósfera de un planeta (suponiendo que estuviera compuesta de los gases de efecto invernadero CO2 y H2O) necesitaría tener solo 100 mb, el 10 % de la atmósfera de la Tierra, para que el calor se transfiera efectivamente hasta la cara nocturna. Esto está bien dentro de los niveles requeridos para la fotosíntesis, aunque el agua seguiría estando congelada en la cara nocturna para algunos de sus modelos. Martin Heath, del Greenwich Community College, ha demostrado que también el agua del mar podría circular sin congelarse si las cuencas de los océanos fueran lo bastante profundas para permitir el flujo libre por debajo de la capa de hielo de la cara nocturna. Investigaciones posteriores —incluyendo un estudio de la cantidad de radiación fotosintéticamente activa— sugieren que los planetas acoplados orbitalmente en los sistemas con enana roja serían habitables al menos para las plantas superiores.
El inconveniente del acoplamiento de marea puede desaparecer si se considera la posibilidad de que el planeta tenga un satélite o consideramos al propio satélite como candidato a la habitabilidad.
- Si se estudia la habitabilidad en el planeta, el satélite podría haber producido el acoplamiento de la rotación del planeta con su propio movimiento alrededor del mismo, evitando que el planeta muestre siempre la misma cara a la estrella. En el sistema solar se encuentra un ejemplo en Plutón, que gira sobre sí mismo en el mismo período (6.4 días) que tarda su satélite Caronte en completar una revolución.
- Si se estudia la habitabilidad del satélite, se encuentra que la mayor parte de los satélites del sistema solar (incluida la Luna) giran mostrando siempre la misma cara al planeta y algunos de ellos lo hacen en períodos que son aptos para la habitabilidad. No obstante, ningún satélite del sistema solar es suficientemente grande como para considerarse habitable.

Sin embargo, el tamaño no es el único factor que puede hacer a una enana roja incompatible con la vida. En un planeta que orbita alrededor de una enana roja, la fotosíntesis sería imposible en la cara nocturna, ya que nunca vería el sol. En la cara diurna, como el sol nunca saldría ni se pondría, las zonas bajo la sombra de una montaña permanecerían así para siempre. La fotosíntesis conocida sería complicada por el hecho de que una enana roja produce la mayor parte de su radiación en el infrarrojo, y en la Tierra este proceso depende de la luz visible. Hay varios aspectos positivos en este escenario. Por ejemplo, muchos ecosistemas terrestres dependen de la quimiosíntesis en lugar de la fotosíntesis, algo que sería posible en un sistema con enana roja. Una posición estática del sol elimina la necesidad de que las plantas dirijan sus hojas hacia él, se tengan que ocupar de los cambios en el patrón de sol/sombra, o tengan que cambiar durante la noche de la fotosíntesis a la energía almacenada. En ausencia de un ciclo día-noche, incluyendo la luz débil de la mañana y la tarde, habrá mucha más energía disponible a un cierto nivel de radiación.
Las enanas rojas son mucho más variables y violentas que sus primos mayores, más estables. A menudo están cubiertas de manchas solares que pueden atenuar su luz hasta un 40 % durante meses seguidos, mientras que otras veces emiten llamaradas gigantes que pueden duplicar su brillo en cuestión de minutos. Esta variación sería muy dañina para la vida, aunque también podría estimular la evolución aumentando los ritmos de mutación y cambiando rápidamente las condiciones climáticas.
Sin embargo, las enanas rojas tienen una gran ventaja sobre las demás estrellas en términos de habitabilidad para la vida: viven mucho tiempo. La humanidad tardó 4500 millones de años en aparecer sobre la Tierra, y la vida tal y como se conoce tendrá condiciones adecuadas durante unos 500 millones de años más. Las enanas rojas, en cambio, pueden vivir durante billones de años, porque sus reacciones nucleares son mucho más lentas que las de las estrellas mayores, lo que significa que la vida podría tener más tiempo para evolucionar y sobrevivir. Es más, aunque la probabilidad de encontrar un planeta en la zona habitable de una enana roja concreta es pequeña, la cantidad total de zona habitable alrededor de todas las enanas rojas juntas es igual a la cantidad total que hay alrededor de estrellas parecidas al Sol, dada su ubicuidad.

## Otras consideraciones

### «Buenos jupíteres»
Los «buenos jupíteres» son planetas gaseosos gigantes, como Júpiter, que orbitan alrededor de sus estrellas en órbitas circulares lo bastante alejadas de la ZH para que no la perturben pero lo bastante cerca para «proteger» de dos maneras a los planetas terrestres con órbitas más cercanas. Primero, ayudan a estabilizar las órbitas, y por tanto los climas, de los planetas interiores. Segundo, mantienen al sistema solar interno relativamente libre de cometas y asteroides que podrían provocar impactos devastadores. Júpiter orbita alrededor del Sol a unas cinco veces la distancia de la Tierra al Sol. Esta es aproximadamente la distancia a la que debemos esperar encontrar buenos jupíteres en otros lugares. El rol de «portero» que tiene Júpiter quedó ilustrado de un modo espectacular en 1994, cuando el cometa Shoemaker-Levy 9 impactó en el gigante; si la gravedad joviana no hubiera capturado al cometa, podría haber entrado en el sistema solar interior.
En los inicios de la historia del Sistema Solar, Júpiter jugó un papel un tanto contrario: aumentó la excentricidad de la órbita del cinturón de asteroides y permitió a muchos objetos cruzar la órbita de la Tierra y proporcionar al planeta compuestos importantes. Antes de que la Tierra alcanzara la mitad de su masa actual, cuerpos helados de la región de Júpiter y Saturno y pequeños cuerpos del cinturón de asteroides primordial proporcionaron agua a la Tierra por la dispersión gravitatoria de Júpiter y, en menor medida, de Saturno. Así, mientras que hoy los gigantes gaseosos son amables protectores, antes fueron suministradores de material crítico para la habitabilidad.
El papel de los gigantes gaseosos en la habitabilidad de un planeta ha sido cuestionado en los últimos años. En 2008, Horner y Jones demostraron mediante simulaciones informáticas que el efecto gravitacional de Júpiter posiblemente ha causado más impactos en la Tierra de los que ha prevenido.
En contraste, los cuerpos del tamaño de Júpiter que orbiten demasiado cerca de la zona habitable pero no dentro de ella (como en 47 Ursae Majoris), o tenga una órbita muy elíptica que cruce la zona habitable (como en 16 Cygni B), harán muy difícil la existencia de un planeta terrestre en el sistema. Véase la explicación de una zona habitable estable de arriba.

### La vecindad galáctica
Los científicos también han considerado la posibilidad de que ciertas zonas de las galaxias (zonas habitables galácticas) sean más adecuadas para la vida que otras; el sistema solar en el que vivimos, en el Brazo de Orión, al borde de la galaxia Vía Láctea, se considera que está en un punto favorable para la vida:
- No está en un cúmulo globular, donde la densidad de las estrellas es hostil para la vida, dada la excesiva radiación y perturbaciones gravitatorias. Además, los cúmulos globulares están compuestos principalmente de estrellas viejas, probablemente con pocos metales.
- No está cerca de una fuente activa de rayos gamma.
- No está cerca del núcleo galáctico, donde de nuevo la densidad estelar aumenta la cantidad de radiación ionizante (por ejemplo, de los magnetares y las supernovas). También se cree que existe un agujero negro supermasivo en el centro de la galaxia, que puede resultar peligroso para cualquier cuerpo cercano.
- La órbita circular del Sol alrededor del centro galáctico lo mantienen fuera de los brazos espirales, donde de nuevo las intensas radiaciones y gravedad podrían ser incompatibles con la vida.[35]

Por tanto, lo que necesita un sistema apto para la vida es una relativa soledad. Si el Sol estuviera inmerso en una muchedumbre de sistemas, la probabilidad de estar fatalmente cerca de una fuente de radiación peligrosa aumentaría significativamente. Es más, los vecinos cercanos podrían alterar la estabilidad de varios cuerpos orbitales como los objetos de la nube de Oort y el Cinturón de Kuiper, que podrían causar una catástrofe si se adentran en el sistema solar interno.
Aunque una muchedumbre estelar resulta desventajosa para la habitabilidad, también lo es el aislamiento extremo. Una estrella tan rica en metales como el Sol no se habría formado en las regiones más exteriores de la Vía Láctea, dada la disminución en la abundancia relativa de metales y la ausencia general de formación de estrellas. Por tanto, una situación «suburbana», como la que disfruta nuestro Sistema Solar, es preferible al centro de la galaxia o a las zonas más alejadas.

### Impacto de la vida en la habitabilidad
Un añadido interesante a los factores que fomentan la emergencia de la vida es la noción de que la propia vida, una vez formada, se convierte en un factor de habitabilidad por derecho propio. Un ejemplo importante en la Tierra fue la producción de oxígeno a cargo de las antiguas cyanobacterias, y luego de las plantas fotosintéticas, dando como resultado un cambio radical en la composición de la atmósfera terrestre. Este oxígeno resultaría ser fundamental para la respiración de las especies animales posteriores.
Esta interacción entre la vida y la habitabilidad posterior se ha estudiado de varias maneras. La hipótesis Gaia, un tipo de modelo científico de la geobiosfera fundada por sir James Lovelock en 1975, afirma que la vida como un todo fomenta y sostiene unas condiciones adecuadas para ella misma, ayudando a crear un entorno planetario apto para su continuidad; en su versión más dramática, la hipótesis Gaia sugiere que los sistemas planetarios se comportan como un tipo de organismo. Las formas de vida más exitosas cambian la composición del aire, el agua y el suelo de forma que aseguran la continuidad de su existencia, una extensión controvertida de las leyes aceptadas de la ecología.
La consecuencia de que la biota revele una previsión coordinada es cuestionada como acientífica y no falsable. Sin embargo, muchos investigadores de la corriente dominante han llegado a conclusiones parecidas sin aceptar necesariamente la teleología de Lovelock. David Grinspoon ha sugerido una «hipótesis de los mundos vivientes», por la que nuestra comprensión de lo que constituye la habitabilidad no se puede separar de la vida ya existente en un planeta. Además, los planetas que están geológica y meteorológicamente vivos tienen mucha más probabilidad de estar biológicamente vivos, y «un planeta y su vida coevolucionarán».
En su libro El planeta privilegiado, publicado en 2004, Guillermo González y Jay Richards estudian la posible relación entre la habitabilidad de un planeta y su adecuación para observar el resto del universo. Esta idea de una posición «privilegiada» para la vida de la Tierra está cuestionada por sus implicaciones filosóficas, especialmente la violación del principio copernicano.